# Slavko Obadov
Slavko Obadov (ur. 12 lipca 1948 w Zemunie) – judoka serbskiego pochodzenia. W barwach Jugosławii brązowy medalista olimpijski z Montrealu.

## Kariera sportowa
Brał udział w trzech igrzyskach (IO 72, IO 76, IO 80). W 1976 zajął trzecie miejsce w wadze do 80 kilogramów. Zdobył srebrny medal mistrzostw Europy w 1979 oraz trzynastokrotnie był mistrzem kraju. Był również złotym (1969) i brązowym (1968) medalistą mistrzostw Europy juniorów.